# Altes Landhaus (Innsbruck)

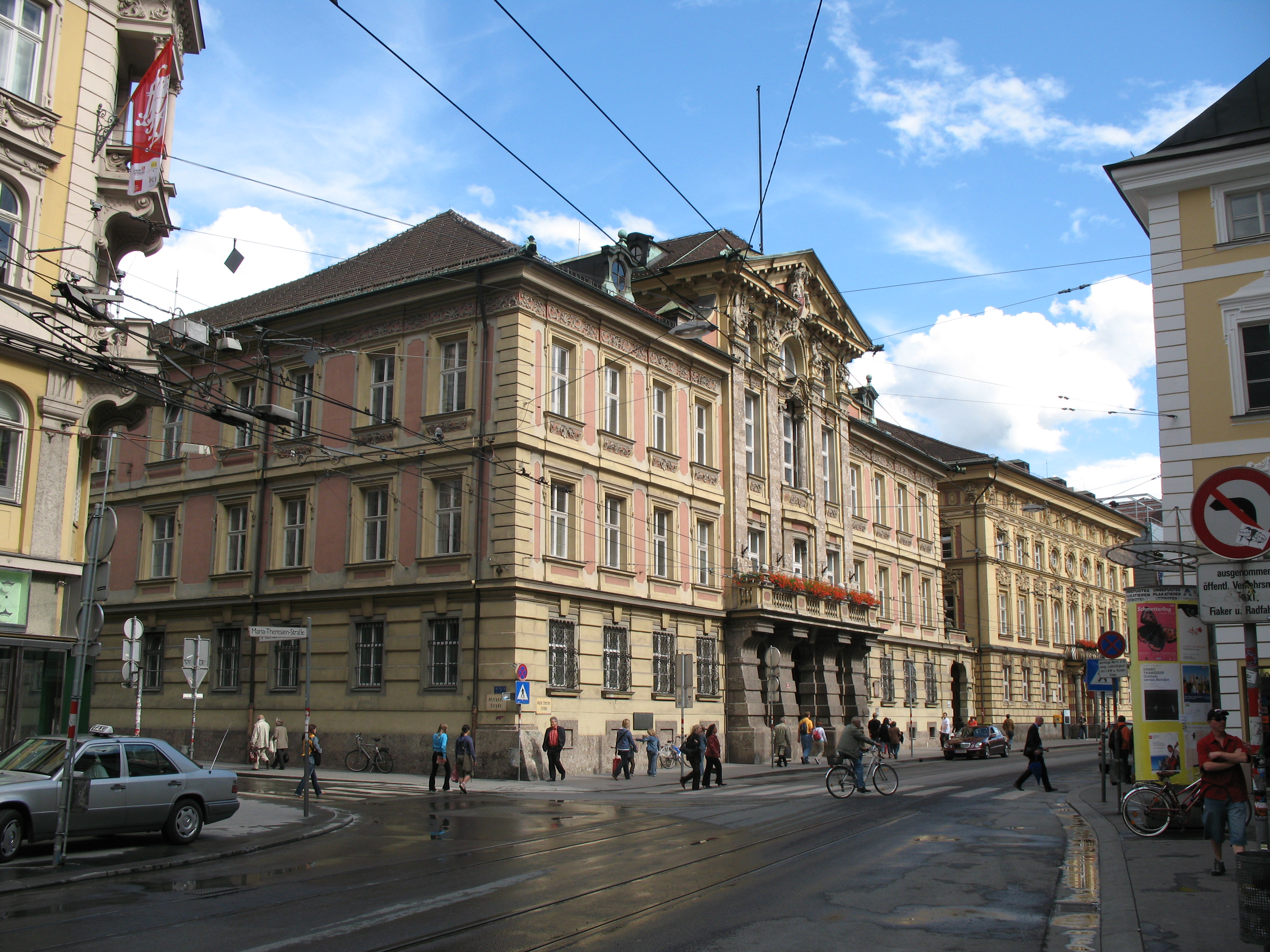
Das Alte Landhaus in der Maria-Theresien-Straße Nr. 43

Das Alte Landhaus (Ständehaus) in Innsbruck ist der Sitz des Tiroler Landtages. Das Gebäude wurde von 1725 bis 1734 nach Plänen von Georg Anton Gumpp errichtet. Es gilt als der bedeutendste barocke Profanbau Innsbrucks und steht unter Denkmalschutz. Neben den Räumlichkeiten des Tiroler Landtages beherbergt das Landhaus auch die Amtsräume des Landeshauptmanns.

## Geschichte

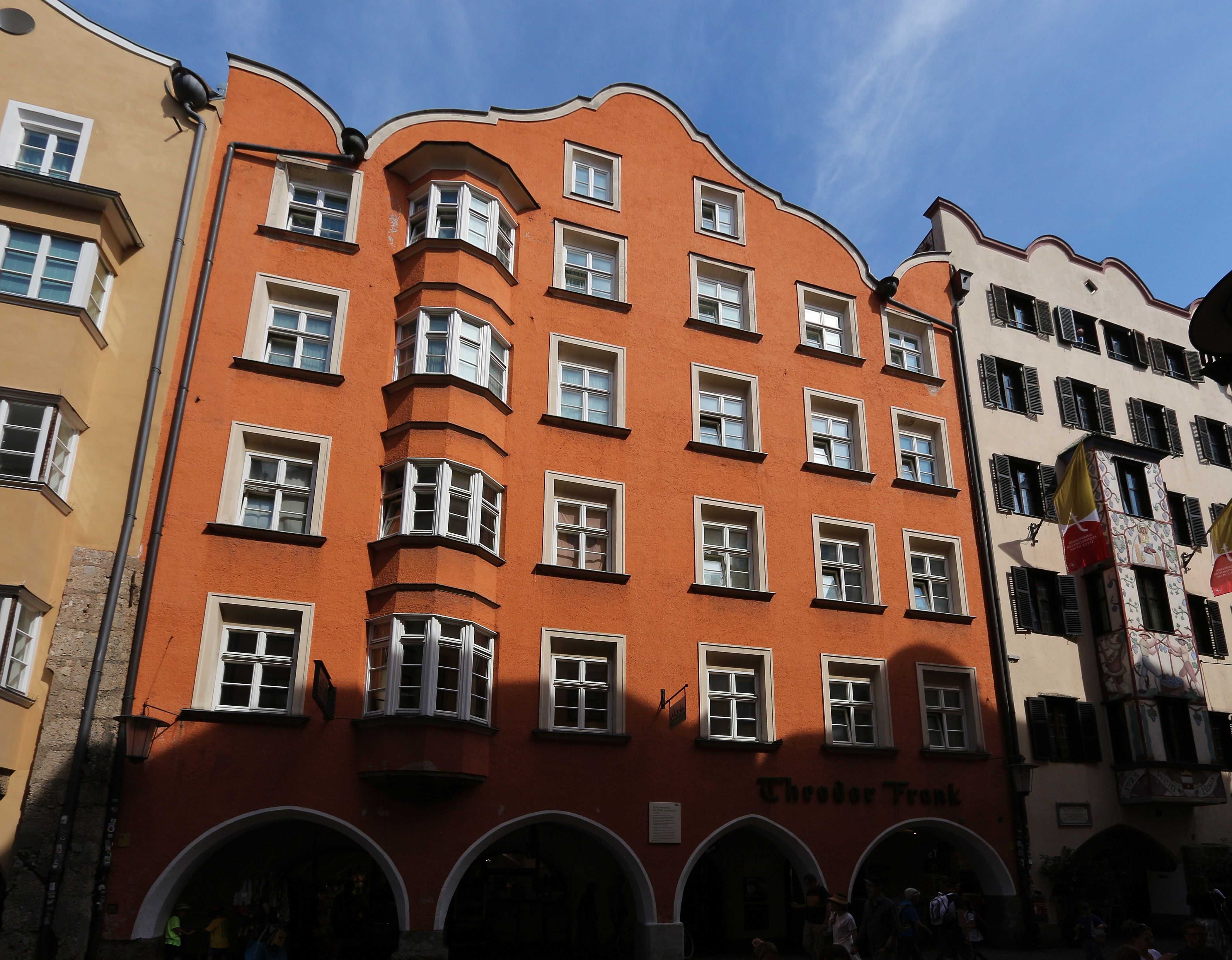
Das erste Haus der Landstände in der Herzog-Friedrich-Straße Nr. 29

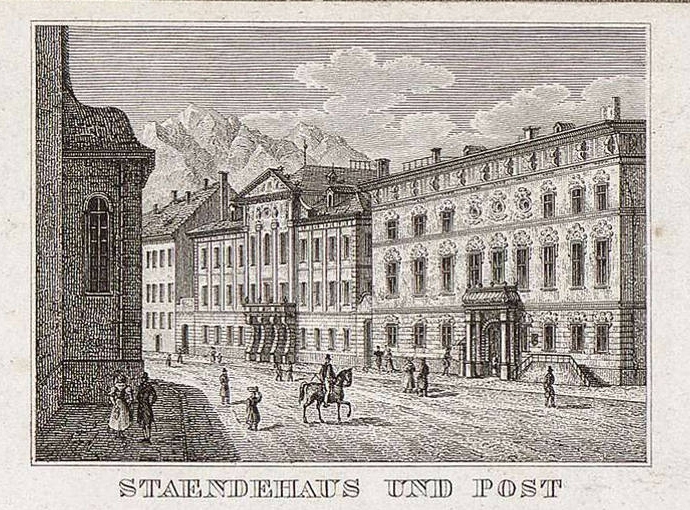
Ständehaus (Landhaus) und Post (Taxispalais) um 1840

Anfangs wurden die Tiroler Landtage in verschiedenen Tiroler Städten wie Meran, Bozen, Brixen, Innsbruck oder Hall abgehalten, später nur noch in Bozen oder Innsbruck. 1563 erhielten die Tiroler Landstände von Kaiser Ferdinand I. ein Haus in Bozen geschenkt, 1613 erwarben sie in Innsbruck, das seit 1420 Residenz der Tiroler Landesfürsten war, das Haus zum Goldenen Engel in der Herzog-Friedrich-Straße.
Nachdem sich dieses erste Landhaus als zu klein erwiesen hatte, erwarben die Landstände im Jahr 1666 das ehemalige Harnischhaus in der Neustadt, das an der Stelle des heutigen Alten Landhauses stand. Dieses Gebäude, das Kaiser Maximilian I. 1505 zum Schlagen von Prunkharnischen errichten hatte lassen, war seit einem Brand im Jahr 1620 baufällig. Der Bau wurde zwar aufwändig repariert, blieb aber in einem schlechten Zustand. 1723 entschlossen sich die Landstände daher zu einem Neubau und beauftragten den Hofbaumeister Georg Anton Gumpp mit einem Entwurf und einem Kostenvoranschlag. Am 12. Juni 1724 wurde nach längeren Beratungen der Entwurf angenommen und der Neubau beschlossen.
Nach dem Abbruch des alten Gebäudes wurde im April 1725 mit dem Neubau begonnen, der Ende des Jahres im Rohbau fertiggestellt war. Nach dem weitgehenden Abschluss des Baus begann 1728 die künstlerische Ausstattung, die sich bis 1734 hinzog. Einschließlich der künstlerischen Ausgestaltung kostete der Bau 63.215 Gulden, ungefähr das Dreifache des ursprünglichen Kostenvoranschlages. Dafür erhielten die Landstände eine Rüge der Regierung, was sie aber als Einmischung in ihre Rechte auffassten.
Um den wachsenden Platzbedarf der Landesverwaltung zu decken, wurden ab dem 19. Jahrhundert mehrere Zu- und Neubauten errichtet. Von 1868 bis 1870 wurde der Erweiterungsbau an der Meraner Straße errichtet. Das südöstlich anschließende Neue Landhaus wurde 1938/39 als Gauhaus für den Reichsgau Tirol-Vorarlberg erbaut. Das Landhaus 2 an der Heiliggeiststraße wurde 2005 eröffnet. Im Geviert zwischen Altem und Neuen Landhaus, Meraner Straße und Wilhelm-Greil-Straße wurde 2008 das Landhaus 1 errichtet.
Am 3. Mai 1945 besetzte Franz Mair gemeinsam mit anderen Widerstandskämpfern das Landhaus und entwaffnete die dort anwesenden Wehrmachtssoldaten. Beim Kampf gegen Angehörige der SS wurde er schwer verwundet und starb drei Tage später. An ihn erinnert eine Gedenktafel.

## Beschreibung

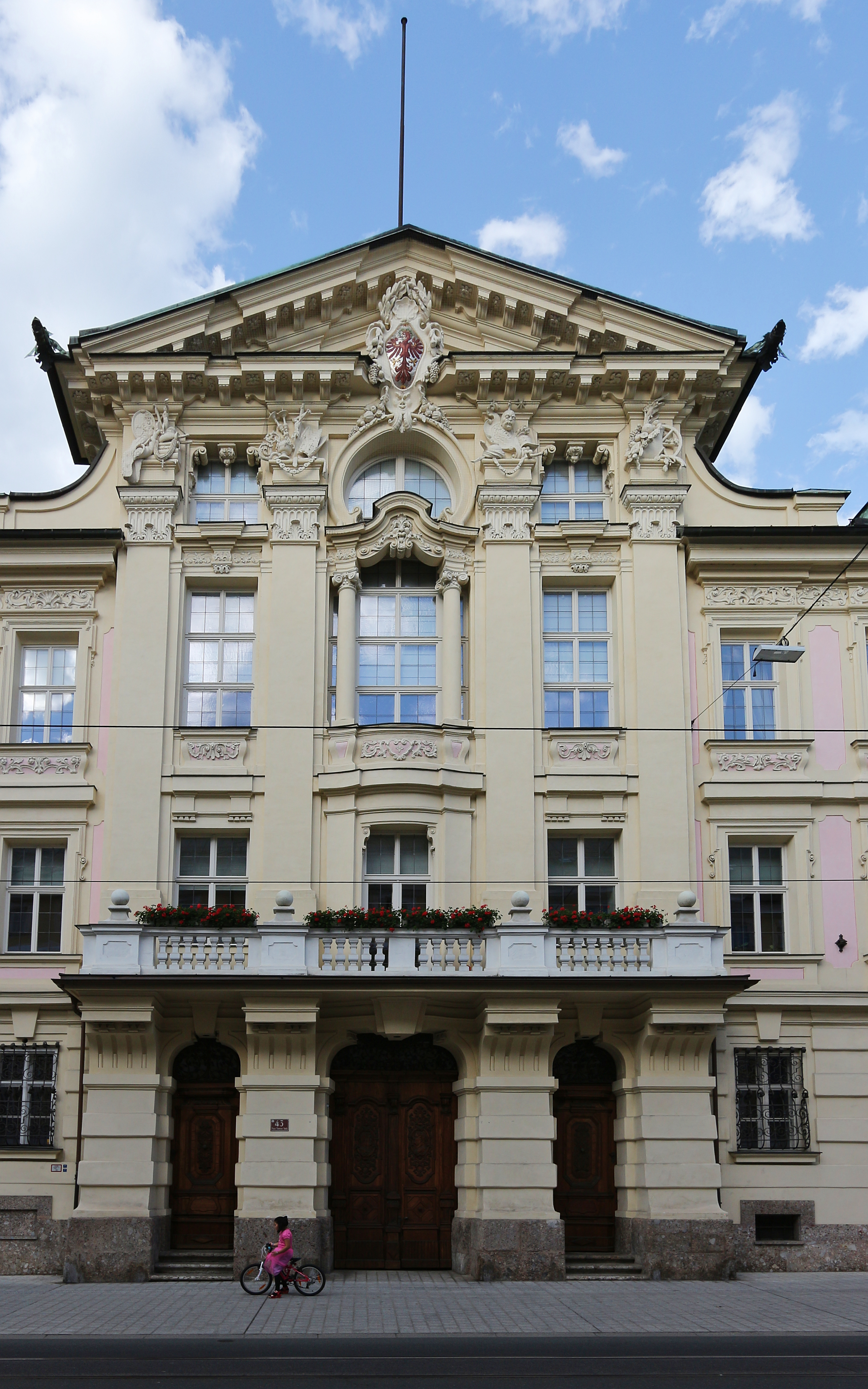
Straßenfassade, Mittelrisalit

### Architektur
Der Grundriss des dreigeschoßigen Gebäudes folgt dem Schema des italienischen Barockpalastes nach den Vorbildern des Palazzo di Propaganda Fide von Francesco Borromini und des Palazzo Chigi-Odescalchi von Lorenzo Bernini. Ein elfachsiger Haupttrakt an der Maria-Theresien-Straße und zwei schmälere, fünfzehnachsige Querflügel umrahmen einen quadratischen Innenhof, dessen vierte Seite von der Landhauskapelle gebildet wird. Die drei Geschoße sind durch breite Gesimse horizontal gegliedert. Die Mitte des Haupttraktes wird sowohl an der Straßenfront als auch an der Hoffront durch einen prunkvoll gestalteten, drei Achsen einnehmenden Risalit betont. Im Erdgeschoß weist der Mitteltrakt um die drei Portale vier mächtige, schräg nach vorne abfallenden Pfeiler auf, die eine Balustrade tragen. Die drei Eingangstore aus Nussbaumholz sind ein Gemeinschaftswerk von Nikolaus Moll und Johannes Vögele. Vom Balkon des ersten Stockes reichen vier Pilaster bis zu dem den Bau überragenden Attikageschoß unter abgewalmtem Satteldach. In diesem Bereich liegen die Repräsentationsräume: Im Erdgeschoß eine bis zum Hof durchgehende Eingangshalle, die von toskanischen Säulen getragen wird, im ersten Obergeschoß das Zimmer des Landeshauptmannes und ein hofseitig gelegenes Vestibül, im zweiten Obergeschoß der Landtagssaal, der bis unter den Giebel reicht. Die Fassade an der
Hofseite ist gleich gestaltet.

### Stiegenhaus

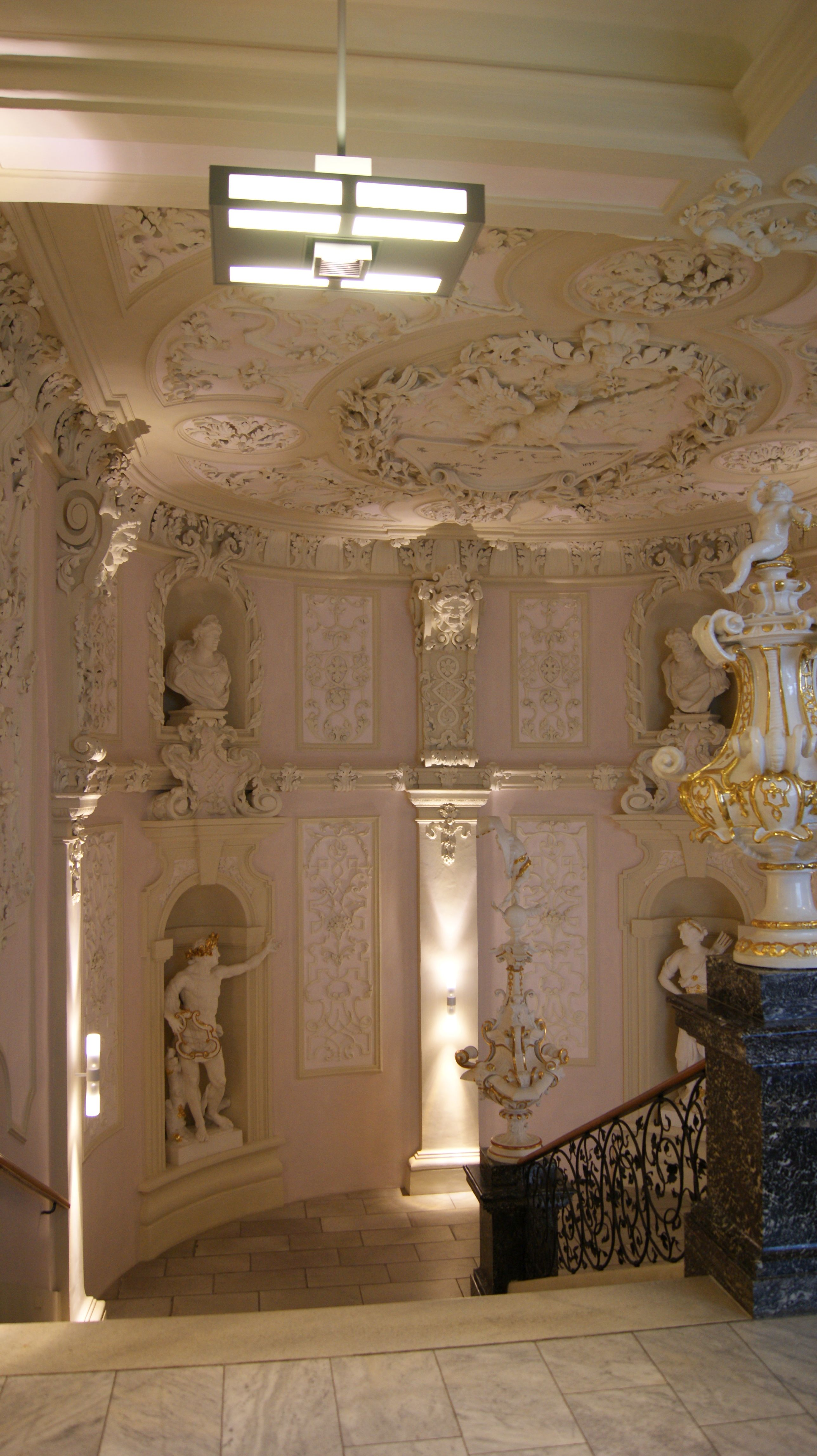
Stiegenhaus

Von der Eingangshalle führt eine breite Stiege in die Obergeschoße, die besonders aufwändig gestaltet wurde und als eine der repräsentativsten Stiegenhausanlagen Innsbrucks gilt. In den seitlichen Mauernischen befinden sich Statuen und Büsten antiker Götter. Die Statuen der Athene und des Ares im unteren Stiegenabsatz wurden 1898/99 von Franz Egg ergänzt. Die weiß gefassten, zum Teil vergoldeten Holzskulpturen der Artemis und des Apollon im oberen Stiegenabsatz schuf Nikolaus Moll im Jahr 1728. In Nischen darüber befinden sich Büsten von Zeus und Hera von Ingenuin Lechleitner. Die zwei Prunkvasen auf den Marmorstützen des Stiegengeländers wurden ebenfalls von Nikolaus Moll geschaffen. Die üppigen ornamentalen Stuckaturen des Stiegenhauses wurden zwischen 1728 und 1730 ausgeführt. An der Decke befindet sich eine 1728 von Ingenuin Lechleitner geschaffene Skulptur des Tiroler Adlers, der eine stilisierte Landkarte Tirols in den Fängen hält.

### Sitzungssaal

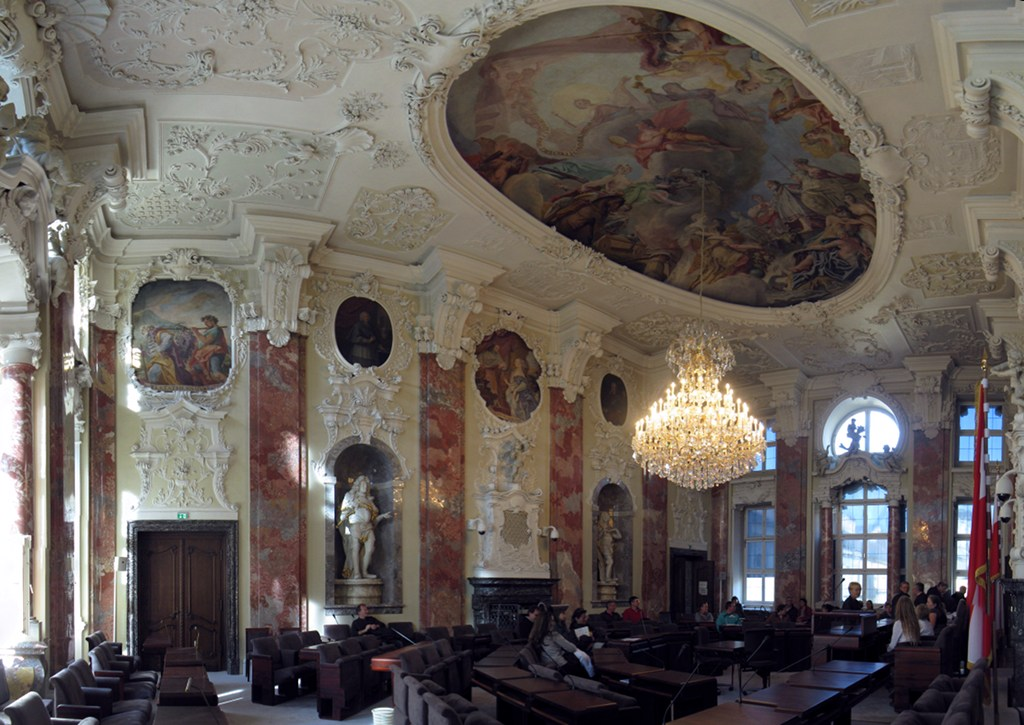
Sitzungssaal

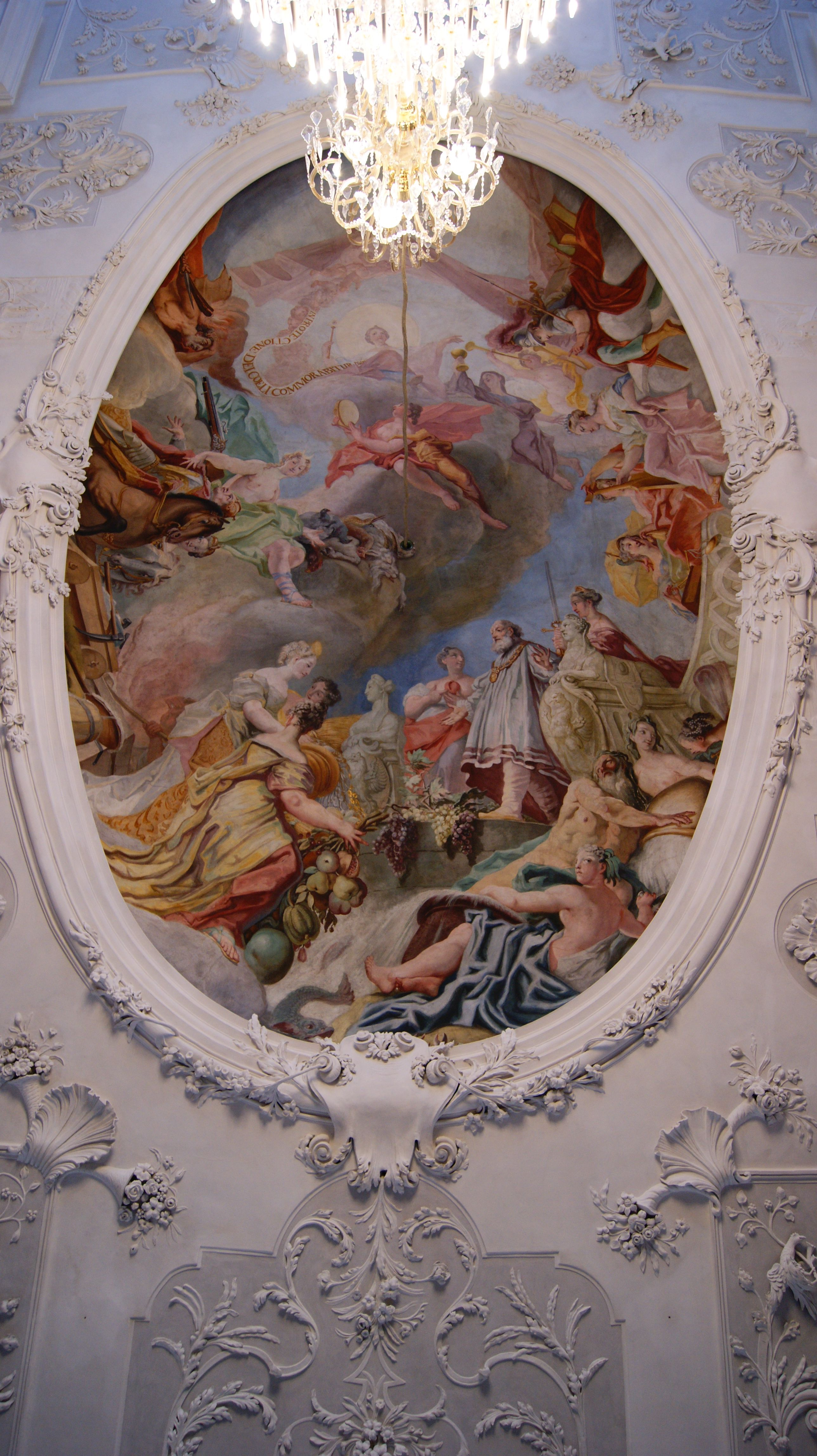
Deckenfresko im Sitzungssaal

Der Sitzungssaal des Landtags nimmt den gesamten Mittelteil des zweiten Stocks ein. An der Ost- und Westseite befinden sich Fenster, die Wände im Norden und Süden sind durch Pilaster aus rotem Stuckmarmor gegliedert. An ihnen befinden sich je zwei Türen mit Marmorrahmungen und geschnitzten Türflügeln, zwei Statuennischen und ein Prunkkamin aus Marmor. In den vier Wandnischen stehen weiß gefasste lebensgroße Standbilder von Tiroler Landesfürsten und Statthaltern, die von Nikolaus Moll zwischen 1730 und 1732 geschnitzt wurden. Sie stellen an der Nordseite Herzog Karl V. von Lothringen und Kaiser Leopold I., an der Südseite Erzherzog Leopold V. und Karl III. Philipp von der Pfalz dar. An der Nord- und Südseite des Landtagssaales befinden sich außerdem Ölporträts der vier bedeutendsten Vertreter der Landstände zur Bauzeit des Hauses: Kaspar Ignaz von Künigl, Fürstbischof von Brixen, Paris Kaspar Graf von Wolkenstein-Trostburg, Landeshauptmann von Tirol, Franz Josef Schaiter von Lebenwisegg, Prälat des Augustiner-Chorherrenstiftes Gries bei Bozen und Dominikus Anton von Thun, Fürstbischof von Trient. In der Mitte aller vier Seiten befinden sich von Ingenuin Lechleitner 1730/31 geschnitzte Putten mit den Symbolen der vier Landstände: an der Ostwand ein Ritterhelm für den Adel, an der Westwand Mitra und Bischofsstab für den Klerus, an der Südwand ein Liktorenbündel für die Bürgerschaft und an der Nordwand Trauben für den Bauernstand.
Die Wand- und Deckenfresken wurden 1734 vom damals schon berühmten Münchner Maler Cosmas Damian Asam gemalt, der aus einem Wettbewerb als Sieger hervorgegangen war. An den Wänden der Nord- und Südseite befindet sich ein Bilderzyklus, der die Reichtümer der Talschaften Tirols mit Szenen aus dem Alten Testament symbolisiert: Rachel und Jakob am Brunnen (Pustertal), das Opfer Aarons (Eisacktal), Isaak mit seinem Knecht, der mit dem Strichmaß die Getreidesäcke füllt (Vinschgau), Judith mit dem Haupt des Holofernes (Wipptal), die Königin von Saba vor Salomon (Inntal) und die Kundschafter mit Trauben aus dem gelobten Land (Etschtal).
Das Deckenfresko zeigt den Weg von den irdischen Schätzen zu jenen des Geistes und des Himmels. Im Zentrum ist Graf Meinhard II. als Begründer der Einheit Tirols dargestellt, der auf die Früchte des Landes hinweist, umgeben von einem Flussgott und mehreren allegorischen Gestalten. In der Mitte des Bildes führen die Personifikationen der Wahrheit und des Glaubens von der irdischen zur himmlischen Zone zur Mutter Kirche.

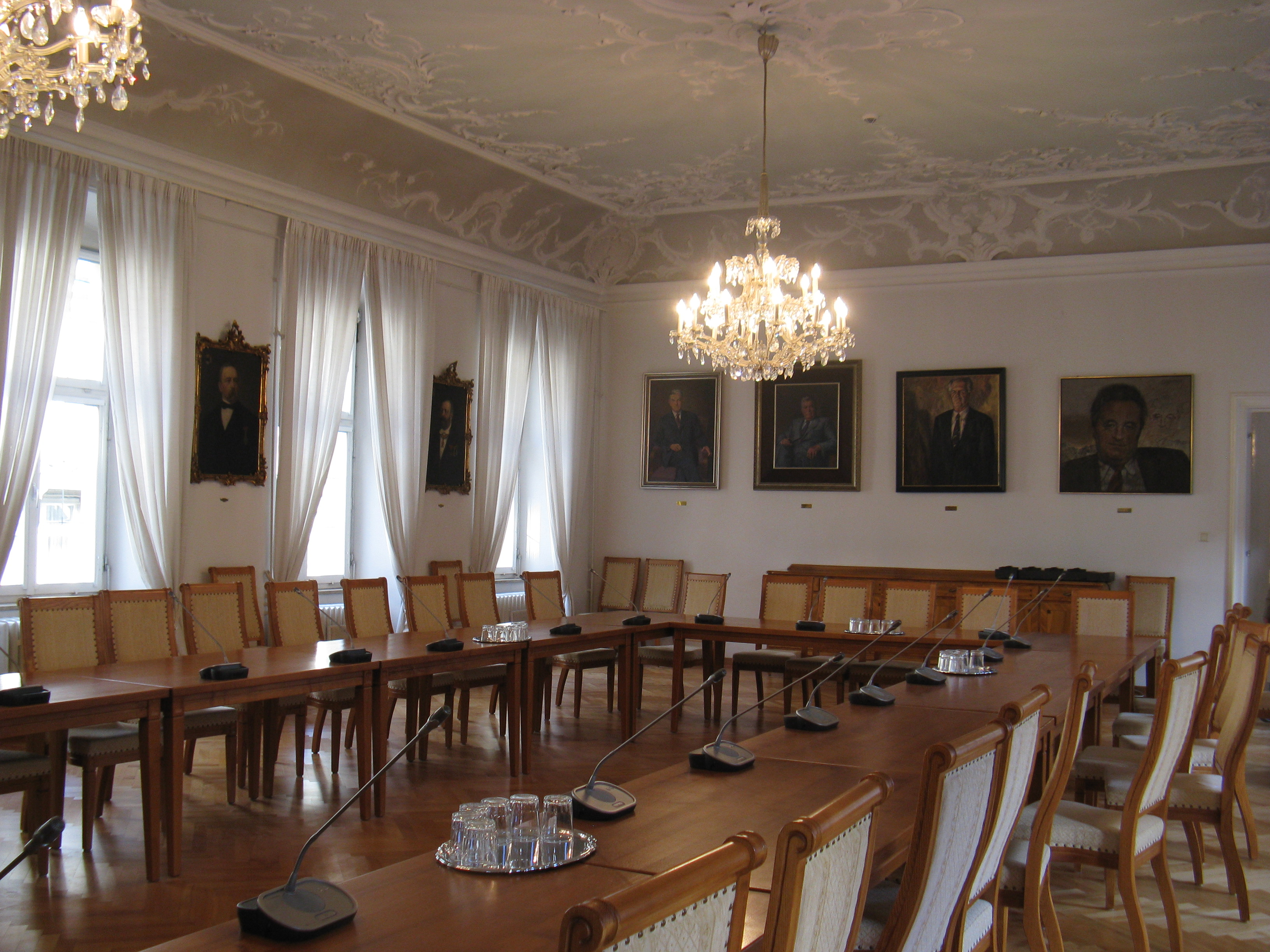
Rokokosaal

### Rokokosaal
Im nördlichen Flügel des zweiten Stocks befindet sich der Kongresssaal, der um 1758 mit Rokokostuckatur geschmückt wurde und heute als Tagungsraum für Ausschusssitzungen, aber auch für Konzerte, Lesungen und kleinere Festakte des Landtags dient. An den Wänden hängen Porträts der Tiroler Landeshauptmänner ab dem Jahr 1861.

## Kapelle

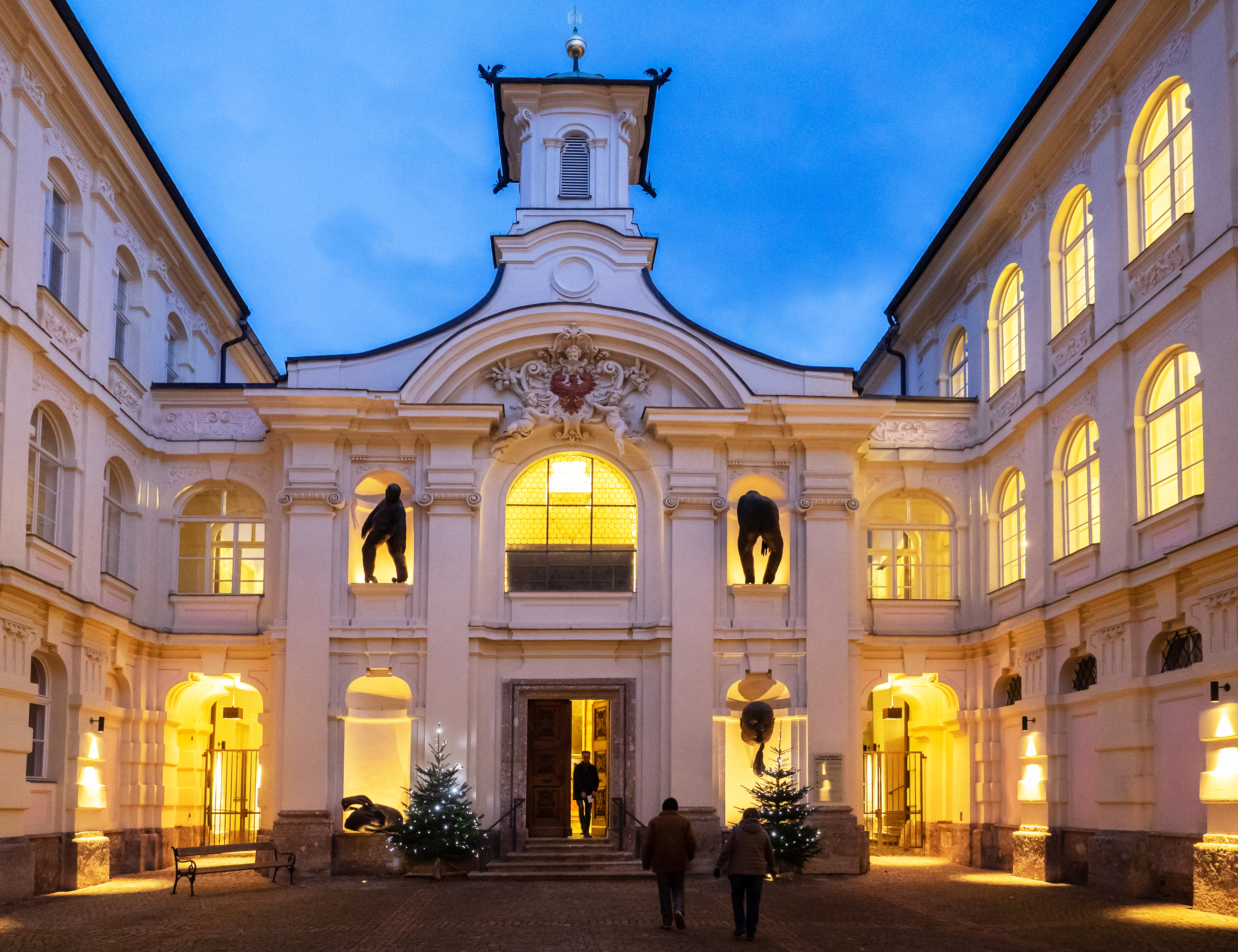
Georgskapelle

Die dem hl. Georg, dem alten Landespatron, geweihte Kapelle im Innenhof des Landhauses wurde zusammen mit diesem erbaut und 1730 geweiht.

### Äußeres
Die mit vier ionischen Pilastern und einem großen Bogen gegliederte Fassade wurde von Georg Anton Gumpp frei nach römischen Vorbildern wie Sant’Andrea al Quirinale oder Sant’Ivo alla Sapienza gestaltet. Im Segmentgiebel befindet sich eine von Putten getragene Wappenkartusche mit dem Tiroler Adler, darüber erhebt sich ein quadratischer Giebelreiter über geschwungenem Anlauf. Für die vier leer stehenden Nischen an der Fassade schuf Lois Anvidalfarei aus Anlass des Landesgedenkjahres 2009 die vier Bronzeplastiken Das haltlose Böse, Das Entsetzen über das Böse, Bekehrung und Segnung.

### Innenraum

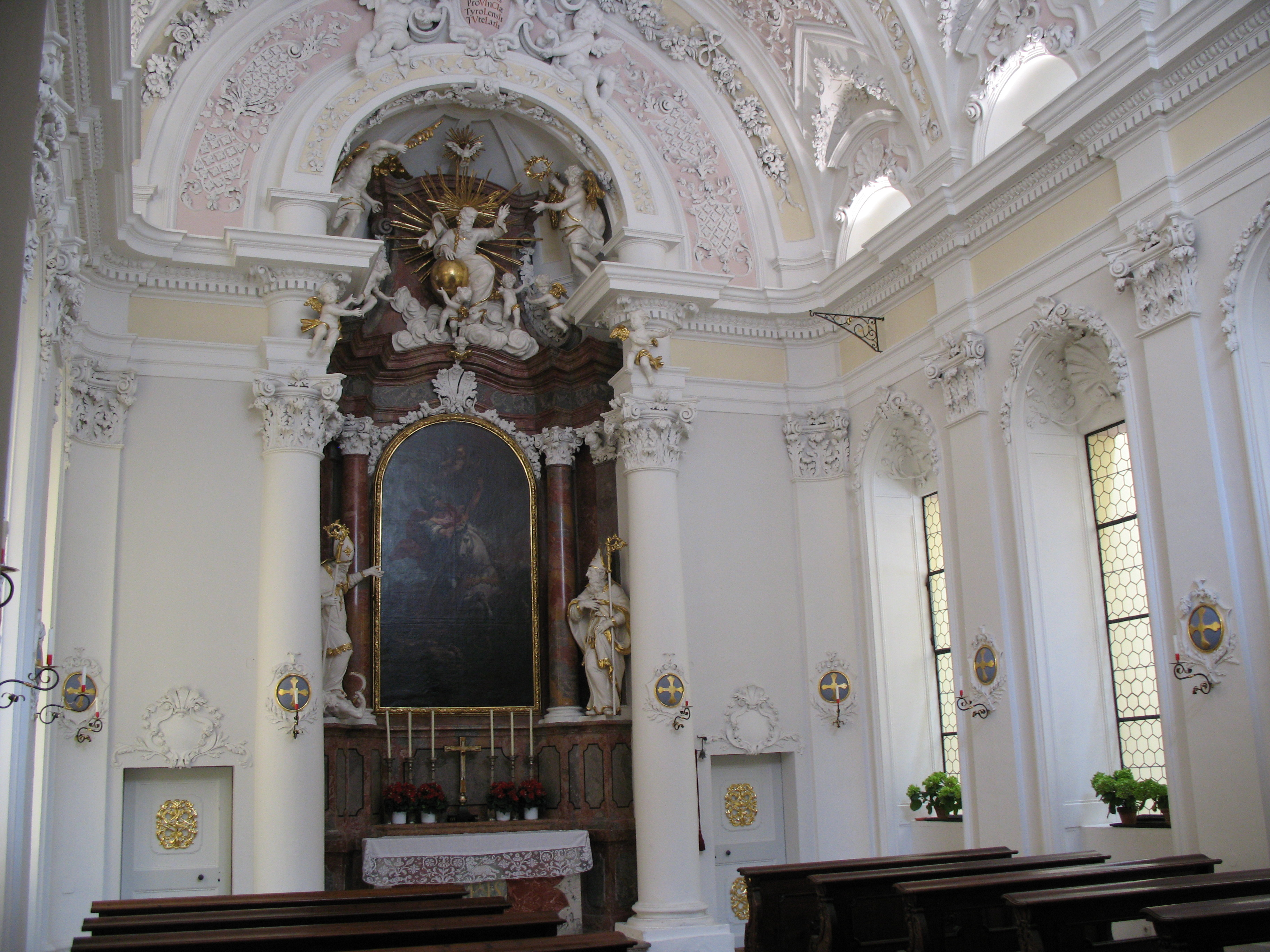
Inneres der Kapelle

Das Innere ist ein fünfjochiger, rechteckiger Saalraum mit Tonnengewölbe und stark eingezogener, von Säulen flankierter Altarapsis. Zwei wuchtige korinthische Säulen tragen die schmale Orgelempore und trennen den Eingangsbereich vom Schiff. Der Raum ist architektonisch und ornamental reich gegliedert. Die hohen Rundbogenfenster an den Längsseiten werden von einer Kompositpilasterordnung flankiert, die Fensternischen sind von einfachen profilierten Rahmen eingefasst und durch Blattkartuschen oder Muscheln mit seitlichen Blumen- und Blattranken bekrönt. Das Gewölbe ist mit barocker Laub- und Bandlwerkstuckatur der Innsbrucker Bildhauer Anton Gigl, Andrä Gratl und Johann Singer geschmückt.
Der Säulenaltar aus Stuckmarmor zeigt Gottvater, den Heiligen Geist und Engel mit Märtyrersymbolen im Aufsatz und ein Leinwandbild des hl. Georg von Johann Georg Dominikus Grasmair aus dem Jahr 1731. Die flankierenden Statuen der Diözesanpatrone Vigilius (Trient) und Kassian (Brixen) wurden von Nikolaus Moll geschaffen.
Die Fenster wurden 2015 von Maurizio Bonato als Bildserie gestaltet, die den Kampf des Heiligen Georg mit dem Drachen als Auseinandersetzung des Menschen mit den eigenen Schattenseiten zeitgenössisch interpretiert.
Die Orgel wurde 2010 von Orgelbau Pirchner aus Steinach am Brenner in das bereits vorhandene Gehäuse eingebaut, das von der ehemaligen Orgel der Pfarrkirche Kirchberg in Tirol stammt. Die Disposition orientiert sich an Instrumenten, wie sie um 1725 im süddeutschen Raum üblich waren. Die Orgel verfügt insgesamt über 10 klingende Register (zuzüglich Tremulant und Pedalkoppel) auf einem Manual und Pedal. Das Pedal hat 12 Töne und ein Register (Subbass).